# Pere Oliver i Salt
Pere Oliver i Salt (Castellar del Vallès, 1798 - Sabadell, 27 de novembre de 1869) fou un gran propietari rural, alcalde de Sabadell i president de la Caixa d'Estalvis de Sabadell.

## Biografia
Va ser alcalde de Sabadell de l'1 de gener de 1852 a l'1 de gener de 1854 i un dels fundadors i primer president de la Caixa d'Estalvis de Sabadell, que va dirigir entre 1859 i 1869. Amb projecte de l'arquitecte Gabriel Batllevell, el 1862 va fer construir la casa dels porxos de la Rambla, de cinc arcades i tres plantes, coneguda aleshores com a Voltes de ca l'Oliver i avui com a Casal Pere Quart, per tal com Pere Oliver era el besavi de l'escriptor Joan Oliver, Pere Quart.